# Mutinensis gr. 122
Le Codex Mutinensis graecus 122 est un manuscrit en langue grecque écrit au XVe siècle et conservé au sein de la bibliothèque Estense à Modène. Souvent appelé Mutinensis gr. 122, il est une version de la chronique historique de Jean Zonaras, datant du XIIe siècle, intitulée Épitomé historion.
Le manuscrit reprend les grandes lignes de l'histoire byzantine de sa fondation à la fin du règne d'Alexis Ier Comnène, sur le modèle de l'œuvre de Zonaras. Toutefois, il comporte aussi une introduction, ainsi qu'une histoire de l'Empire jusqu'à la chute de Constantinople en 1453. Il semble avoir été composé vers 1425, d'abord comme une copie de la chronique de Zonaras, avant d'être complété après 1453. Il est possible que la chute de Constantinople explique ce souhait de prolonger l'œuvre au-delà de la seule retranscription des écrits de Zonaras.
L'un des aspects les plus remarquables du codex est la suite de portraits de l'ensemble des empereurs romains puis byzantins depuis Auguste jusqu'à Constantin XI Paléologue. C'est le seul manuscrit à comprendre de telles représentations, même si la plupart datant d'avant le VIIe siècle sont très certainement fantaisistes. Les portraits des empereurs plus contemporains semblent plus crédibles car se rapprochant des descriptions contenues dans diverses autres sources et ils ont pu s'appuyer sur des représentations existantes sur d'autres supports. Pour certains d'entre eux, comme Michel IX Paléologue ou Andronic IV Paléologue, on ne connaît aucun autre portrait.

## Description
Le mutinensis gr. 122 est un codex comprenant 295 folios, mesurant 16 centimètres sur 25. Le gros de l'ouvrage reprend le texte de Jean Zonaras, vaste fresque de l'histoire romano-byzantine jusqu'à Jean II Comnène. Néanmoins, il omet les premiers livres de Zonaras, pour commencer par le dixième qui évoque le règne de Cléopâtre VII. Au total, la reproduction du livre de Zonaras recouvre les folios 6 à 285. Sur les marges de ces folios, des portraits représentent la quasi-totalité des empereurs romano-byzantins, jusqu'à Alexis Ier Comnène. Ensuite, une section aligne les portraits des souverains jusqu'à la chute de Constantinople en 1453.
Si les portraits sont très ressemblants pour les derniers empereurs, tous de face, il en va différemment des autres empereurs. Leur représentation varie grandement, étant parfois de profil, ce qui pourrait s'expliquer par la variété des sources qui ont servi à la création de ces portraits. En revanche, pour les autres, la vision de face incarne l'iconographie impériale traditionnelle.
Les folios 2 à 5 comprennent une courte introduction, avec un bref résumé de l'histoire du monde depuis la Genèse jusqu'à 1453. Après le folio 285, plusieurs pages blanches se succèdent jusqu'au folio 289, qui présente une série de listes. On retrouve une liste des offices auliques byzantins (folio 289), une liste des patriarches de Constantinople de Métrophane de Byzance au début du IVe siècle à Grégoire III Mammé (1443-1451) (folios 290v à 290r), une liste des sièges métropolitains relevant du patriarcat de Constantinople dans l'ordre hiérarchique, une liste des tombeaux impériaux et une liste des empereurs depuis Constantin Ier. Le codex se termine par une description de la statue équestre de Justinien, située sur l'Augustaion à Constantinople.
L'avant-dernier portrait, celui de Constantin XI, est suivi d'un portrait final de Constantin Ier, fondateur de Constantinople. Au total, cet empereur est représenté trois fois et son ajout à la fin du manuscrit pourrait revêtir une signification prophétique à la suite de la chute de la cité. Selon plusieurs légendes ayant cours à cette époque, évoquées notamment par Gennade Scholarios, premier patriarche de l'ère ottomane de la ville, le fait que le dernier empereur soit un homonyme de Constantin le Grand signifierait que la fin du monde est proche.

## Les portraits
Les portraits impériaux qui figurent dans ce manuscrit sont souvent très proches. Toutefois, des différences se remarquent dans la représentation du physique des empereurs, de la présence ou non d'une barbe, de la forme de leurs sourcils ou de leur nez, qui indiquerait que le ou les auteurs ont essayé de se rapprocher de descriptions ou de représentations préexistantes, comme celles figurant sur des pièces de monnaie. Si les portraits des empereurs les plus anciens sont certainement fantaisistes, c'est moins le cas des souverains plus contemporains.
Les portraits de la dynastie des Paléologues sont les plus proches des descriptions existantes. Dans le Mutinensis gr. 122, Michel VIII Paléologue apparaît avec une longue barbe, ce que l'on retrouve dans le chrysobulle des archives apostoliques du Vatican, ainsi que dans un autre manuscrit, le Monac gr. 442. Andronic II Paléologue est dépeint avec une longue barbe taillée, similaire à d'autre portraits. Jean VI Cantacuzène est dans la même situation, sa barbe étant séparée en deux, de même que les autres empereurs qui le suivent. Pour Michel IX et Andronic IV, il n'existe aucun élément de comparaison et le portrait d'Andronic III Paléologue n'a pas été conservé correctement.

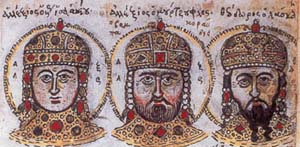
Portraits d'Alexis IV, Alexis V et Théodore Ier.

Pour la dynastie des Anges et des Lascaris, sous l'Empire de Nicée, il est plus difficile de connaître la valeur des portraits. À l'exception de Jean IV Lascaris, mort enfant, tous sont représentés avec des barbes bouclées. Sur les pièces, leurs barbes se terminent en deux parties et, dans le manuscrit Monac. gr. 442, Théodore II Lascaris apparaît avec une barbe similaire. Tant Isaac II Ange que Alexis III Ange ont des barbes taillées en pointe sur les pièces de leur règne, ce qui n'est pas le cas pour Alexis III dans le manuscrit, où il a une barbe taillée de près. Quant à Alexis V Doukas, surnommé Murzuphle en référence à ses sourcils épais, ce trait physique se retrouve sur son portrait. 
Comme pour les Paléologues, plusieurs portraits existent d'empereurs Comnènes, qui concordent avec ceux du Mutinensis gr. 122. C'est le cas d'Alexis Ier Comnène, dont la barbe taillée en carré se retrouve régulièrement, de même que pour Jean II Comnène et sa barbe arrondie. Pour Manuel Ier Comnène, c'est une barbe taillée de près qui apparaît régulièrement, notamment dans le manuscrit Vat. gr. 1176. Alexis II Comnène, qui meurt au début de son adolescence, est dépourvu de pilosité faciale et Andronic Ier Comnène, son oncle et usurpateur plus âgé, est dépeint sous les traits d'un homme d'âge avancé, dont la barbe se termine par deux pointes, comme sur les monnaies le symbolisant. Enfin, à partir de Jean II, la forme de la couronne évolue.
Les empereurs issus de dynasties plus anciennes ont souvent des portraits plus fantaisistes. C'est notamment le cas avant Héraclius. Ainsi, Constantin le Grand apparaît avec une moustache, absente des autres représentations du souverain. De même, les vêtements ne correspondent généralement pas aux descriptions de l'époque. Deux empereurs ayant régné après Héraclius sont clairement représentés de façon erronée : Théophile et Basile II, bien que dans le premier cas, les quelques figurations de son visage qui nous sont parvenues sont souvent assez schématiques. Généralement, ce sont les pièces de monnaie qui offrent quelques détails assez grossiers, ce qui rend les comparaisons difficiles.

## Sources
- (en) Thomas William Allen, Notes on Greek Manuscripts in Italian Libraries, Richard Clay and Sons, 1890
- (grk) Olga Gratziou, « Evidence on the Users of the Zonaras Codex at Modena », Δελτίον της Χριστιανικής Αρχαιολογικής Εταιρείας, vol. 19,‎ 1997, p. 39-62
- (en) Ioannis Spatharakis, The Portrait in Byzantine Illuminated Manuscripts, Leiden: E. J. Brill, 1976 (ISBN 9789004047839)
- « Numérisation du manuscrit », Estense Digital Library (consulté le 11 janvier 2022)